# Янссен, Рональд
Роланд Алан Янссен (род. 6 февраля 1971) — бельгийский серийный убийца, приговорённый к пожизненному заключению за убийство 3 человек. Известен как «Профессор».

## Биография
Родился в 1971 году в бельгийском городке Бурсем. Был третьим из четырёх детей в семье. Его отец работал на шахте и был очень строгим человеком, жестоко наказывавшим Рональда за любую провинность. Его мать была экономкой. В школе будущий убийца подвергался издевательствам со стороны одноклассников за свою шепелявость. Из-за постоянного прессинга со стороны отца у Янссена развилась хроническая бессонница, которая преследовала его и во взрослом возрасте. В конечном итоге родители Янсена развелись и все дети переехали жить к матери.
В 1993 году Рональд Янссен получил диплом промышленного инженера в Лёвене. В 1996 году они с женой Натали переехали в Генк, где жили до 2000 года Янссен в то время работал менеджером по техническому обслуживанию в одной из местных компаний, а в 1998 году начал преподавать в местной школе механику и информатику.
Вскоре в браке родилось двое детей и в середине 2000 года Рональд Янссен вместе с семьёй переехал в Хален, где начал преподавать информатику, экономику и прикладную механику в «Herk-De-Stad». В 2006 году развёлся с женой, в результате чего впал в депрессию. Соседями характеризовался как тихий и замкнутый.

## Убийства
Рональд Янсен был арестован 4 января 2010 года, через два дня после того как были расстреляны и сожжены в машине 18-летняя Шана Аппелтанс и её жених 22-летний Кевин Паулюс.
Он признался в убийстве 18-летней студентки Анники Ван Уйцель в 2007 году. Она возвращалась домой на велосипеде, когда Янсен заставил её сесть в свою машину под дулом пистолета и удерживал её в подвале в течение нескольких часов. Позже он забил её до смерти и поместил её тело с прикреплёнными грузами в озеро. Он мог быть причастен к 15 убийствам, совершенными в 1991 году. Янсен также подозревается в совершении двадцати изнасилований с 2001 года.
21 октября 2011 года он был приговорён к пожизненному заключению.